# Xã Mars Hill, Quận Lafayette, Arkansas
Xã Mars Hill (tiếng Anh: Mars Hill Township) là một xã thuộc quận Lafayette, tiểu bang Arkansas, Hoa Kỳ. Năm 2010, dân số của xã này là 157 người.